# Судзукі Тоїті
Тоїті Судзукі (яп. 鈴木冬一, нар. 30 травня 2000, Хіґаші-Осака) — японський футболіст, півзахисник клубу «Сьонан Бельмаре».

## Клубна кар'єра
Народився 30 травня 2000 року в місті Хіґаші-Осака. Вихованець футбольної школи клубу «Серезо Осака». Дорослу футбольну кар'єру розпочав 2019 року в команді «Сьонан Бельмаре», кольори якої захищає й донині.

## Виступи за збірні
У складі юнацької збірної Японії взяв участь у юнацькому (U-16) кубку Азії в Індії у 2016 році, ставши півфіналістом турніру, а з командою до 17 років зіграв на юнацькому чемпіонаті світу 2017 року в Індії, де команда дійшла до 1/8 фіналу.
У 2019 році у складі молодіжної збірної Японії до 20 років Судзукі взяв участь в молодіжному чемпіонаті світу 2019 року у Польщі.